# Rob Roy (Automarke)

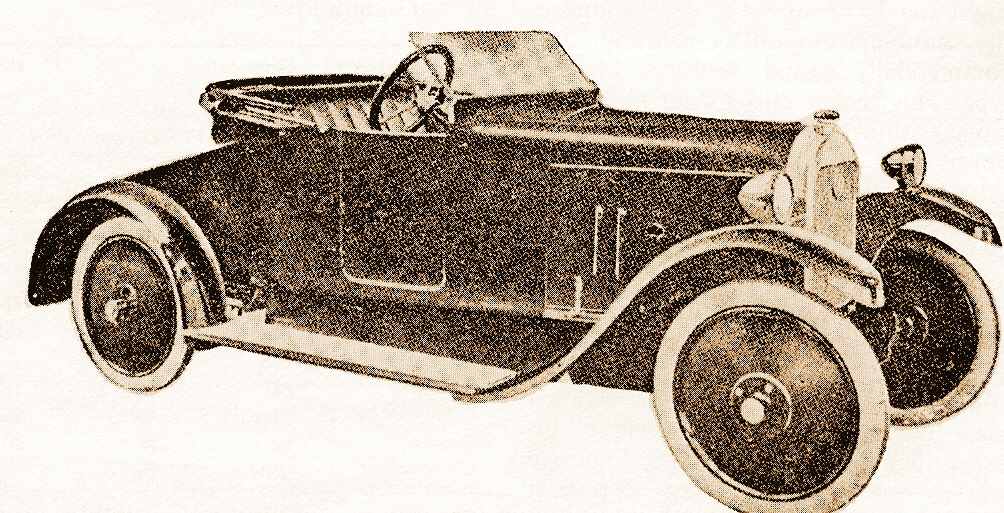
Rob Roy 8/10 HP von 1922

Rob Roy war eine britische Automarke. Benannt wurde sie nach der Romanfigur Rob Roy von Walter Scott.

## Markengeschichte
Die Kennedy Motor Company aus Glasgow begann 1922 mit der Produktion von Automobilen. Der Markenname lautete Rob Roy. 1925 oder 1926 endete die Vermarktung.

## Modelle
1922 erschien das Modell 8/10 HP. Der offene, zweisitzige Tourenwagen hatte einen Zweizylinder-Reihenmotor mit SV-Ventilsteuerung und rund 1000 cm³ Hubraum und Scheibenräder. Der Radstand des 3708 mm langen Leichtfahrzeuges betrug 2591 mm.
Im Folgejahr wurde ihm der größere 12/20 HP zur Seite gestellt. Er hatte einen Vierzylinder-Reihenmotor von rund 1500 cm³ Hubraum von Dorman. Der 4039 mm lange Wagen war mit 2591 mm oder 2921 mm Radstand verfügbar, im ersten Falle mit zwei Sitzplätzen, im anderen Falle mit vier. Der 8/10 HP wurde zusätzlich nur für ein Jahr mit einem kleineren Motor mit 0,85 l Hubraum angeboten.
1924 ersetzte der 10/12 HP den 8/10 HP. Er hatte einen Reihenvierzylindermotor von Coventry-Climax mit rund 1250 cm³ Hubraum.
| Modell   | Bauzeitraum | Zylinder | Hubraum  | Radstand     |
| -------- | ----------- | -------- | -------- | ------------ |
| 8/10 HP  | 1922–1924   | 2 Reihe  | 1016 cm³ | 2591 mm      |
| 8/10 HP  | 1923        | 2 Reihe  | 854 cm³  | 2591 mm      |
| 12/20 HP | 1923–1926   | 4 Reihe  | 1496 cm³ | 2591–2921 mm |
| 10/12 HP | 1924–1926   | 4 Reihe  | 1247 cm³ | 2591 mm      |